# Lista över fornlämningar i Norrköpings kommun (Norrköping)
Lista över fornlämningar i Norrköpings kommun (Norrköping) är en förteckning av ett urval av de fornlämningar som finns i Norrköping i Norrköpings kommun.
| Namn                               | Lämningstyp                      | Tillkomsttid | Historisk indelning      | Plats | Läge                 | ID-nr          | Bild                                      |
| ---------------------------------- | -------------------------------- | ------------ | ------------------------ | ----- | -------------------- | -------------- | ----------------------------------------- |
| Norrköping 10                      | Hällristning                     |              | Norrköping, Östergötland |       | 58.552448, 16.176545 | 12000000045783 | Ladda upp en bild av detta fornminne      |
| Norrköping 21                      | Hällristning                     |              | Norrköping, Östergötland |       | 58.581885, 16.141528 | 12000000057694 | Ladda upp en bild av detta fornminne      |
| Norrköping 298                     | Hällristning                     |              | Norrköping, Östergötland |       | 58.597199, 16.279805 | 12000000069706 | Ladda upp en bild av detta fornminne      |
| Norrköping 300                     | Hällristning                     |              | Norrköping, Östergötland |       | 58.600499, 16.271766 | 12000000069709 | Ladda upp en bild av detta fornminne      |
| Norrköping 328                     | Hällristning                     |              | Norrköping, Östergötland |       | 58.592279, 16.142579 | 12000000122398 | Ladda upp en bild av detta fornminne      |
| Norrköping 330                     | Stensättning                     |              | Norrköping, Östergötland |       | 58.617337, 16.123594 | 12000000122814 | Ladda upp en bild av detta fornminne      |
| Norrköping 337                     | Stensättning                     |              | Norrköping, Östergötland |       | 58.617771, 16.124781 | 12000000122821 | Ladda upp en bild av detta fornminne      |
| Norrköping 338                     | Stensättning                     |              | Norrköping, Östergötland |       | 58.617653, 16.124639 | 12000000122822 | Ladda upp en bild av detta fornminne      |
| Norrköping 342                     | Hällristning                     |              | Norrköping, Östergötland |       | 58.580680, 16.144176 | 12000000125382 | Ladda upp en bild av detta fornminne      |
| Norrköping 344                     | Hällristning                     |              | Norrköping, Östergötland |       | 58.598989, 16.117520 | 12000000131822 | Ladda upp en bild av detta fornminne      |
| Norrköping 345                     | Hällristning                     |              | Norrköping, Östergötland |       | 58.601878, 16.116238 | 12000000131826 | Ladda upp en bild av detta fornminne      |
| Östra Eneby 1:1                    | Hällristning                     |              | Norrköping, Östergötland |       | 58.593210, 16.145291 | 10303100010001 | Ladda upp en bild av detta fornminne      |
| Sankt Johannes 1:1                 | Gravfält                         |              | Norrköping, Östergötland |       | 58.619145, 16.194390 | 10307400010001 | Ladda upp en bild av detta fornminne      |
| Östra Eneby 1:2                    | Hällristning                     |              | Norrköping, Östergötland |       | 58.594101, 16.143454 | 10303100010002 | Ladda upp en bild av detta fornminne      |
| Östra Eneby 2:1                    | Hällristning                     |              | Norrköping, Östergötland |       | 58.594763, 16.150525 | 10303100020001 | Ladda upp en bild av detta fornminne      |
| Sankt Johannes 2:1                 | Stensättning                     |              | Norrköping, Östergötland |       | 58.614382, 16.198209 | 10307400020001 | Ladda upp en bild av detta fornminne      |
| Östra Eneby 2:2                    | Hällristning                     |              | Norrköping, Östergötland |       | 58.594504, 16.150496 | 10303100020002 | Ladda upp en bild av detta fornminne      |
| Östra Eneby 2:3                    | Hällristning                     |              | Norrköping, Östergötland |       | 58.594773, 16.150370 | 10303100020003 | Ladda upp en bild av detta fornminne      |
| Borg 3:2                           | Begravningsplats                 |              | Norrköping, Östergötland |       | 58.591017, 16.131050 | 10307300030002 | Ladda upp en bild av detta fornminne      |
| Östra Eneby 4:1                    | Hällristning                     |              | Norrköping, Östergötland |       | 58.591352, 16.151034 | 10303100040001 | Ladda upp en bild av detta fornminne      |
| Borg 4:1                           | Hällristning                     |              | Norrköping, Östergötland |       | 58.589232, 16.124351 | 10307300040001 | Ladda upp en bild av detta fornminne      |
| Borg 5:1                           | Hällristning                     |              | Norrköping, Östergötland |       | 58.589108, 16.125291 | 10307300050001 | Ladda upp en bild av detta fornminne      |
| Borg 6:1                           | Stensättning                     |              | Norrköping, Östergötland |       | 58.588817, 16.123639 | 10307300060001 | Ladda upp en bild av detta fornminne      |
| Borg 6:2                           | Hällristning                     |              | Norrköping, Östergötland |       | 58.588715, 16.123450 | 10307300060002 | Ladda upp en bild av detta fornminne      |
| Borg 6:3                           | Hällristning                     |              | Norrköping, Östergötland |       | 58.588744, 16.123326 | 10307300060003 | Ladda upp en bild av detta fornminne      |
| Östra Eneby 7:1                    | Hällristning                     |              | Norrköping, Östergötland |       | 58.595207, 16.118460 | 10303100070001 | Ladda upp en bild av detta fornminne      |
| Borg 7:1                           | Hällristning                     |              | Norrköping, Östergötland |       | 58.588071, 16.125411 | 10307300070001 | Ladda upp en bild av detta fornminne      |
| Östra Eneby 7:2                    | Hällristning                     |              | Norrköping, Östergötland |       | 58.595261, 16.118691 | 10303100070002 | Ladda upp en bild av detta fornminne      |
| Östra Eneby 7:3                    | Hällristning                     |              | Norrköping, Östergötland |       | 58.595320, 16.118538 | 10303100070003 | Ladda upp en bild av detta fornminne      |
| Östra Eneby 7:4                    | Hällristning                     |              | Norrköping, Östergötland |       | 58.595330, 16.118525 | 10303100070004 | Ladda upp en bild av detta fornminne      |
| Borg 7:6                           | Hällristning                     |              | Norrköping, Östergötland |       | 58.587712, 16.124465 | 10307300070006 | Ladda upp en bild av detta fornminne      |
| Borg 7:7                           | Hällristning                     |              | Norrköping, Östergötland |       | 58.587712, 16.124465 | 10307300070007 | Ladda upp en bild av detta fornminne      |
| Östra Eneby 8:1                    | Hällristning                     |              | Norrköping, Östergötland |       | 58.595488, 16.118613 | 10303100080001 | Ladda upp en till bild av detta fornminne |
| Borg 10:1                          | Hällristning                     |              | Norrköping, Östergötland |       | 58.588235, 16.126325 | 10307300100001 | Ladda upp en bild av detta fornminne      |
| Östra Eneby 10:2                   | Hällristning                     |              | Norrköping, Östergötland |       | 58.594931, 16.114411 | 10303100100002 | Ladda upp en bild av detta fornminne      |
| Östra Eneby 11:1                   | Hällristning                     |              | Norrköping, Östergötland |       | 58.595120, 16.113564 | 10303100110001 | Ladda upp en bild av detta fornminne      |
| Borg 11:1                          | Hällristning                     |              | Norrköping, Östergötland |       | 58.587422, 16.123818 | 10307300110001 | Ladda upp en bild av detta fornminne      |
| Östra Eneby 11:2                   | Hällristning                     |              | Norrköping, Östergötland |       | 58.595080, 16.113491 | 10303100110002 | Ladda upp en bild av detta fornminne      |
| Borg 11:2                          | Hällristning                     |              | Norrköping, Östergötland |       | 58.587530, 16.124113 | 10307300110002 | Ladda upp en bild av detta fornminne      |
| Östra Eneby 11:3                   | Hällristning                     |              | Norrköping, Östergötland |       | 58.595179, 16.113635 | 10303100110003 | Ladda upp en bild av detta fornminne      |
| Borg 11:3                          | Hällristning                     |              | Norrköping, Östergötland |       | 58.587432, 16.123419 | 10307300110003 | Ladda upp en bild av detta fornminne      |
| Borg 12:1                          | Hällristning                     |              | Norrköping, Östergötland |       | 58.587239, 16.122625 | 10307300120001 | Ladda upp en bild av detta fornminne      |
| Borg 12:2                          | Hällristning                     |              | Norrköping, Östergötland |       | 58.587205, 16.122701 | 10307300120002 | Ladda upp en bild av detta fornminne      |
| Borg 13:1                          | Hällristning                     |              | Norrköping, Östergötland |       | 58.587209, 16.122209 | 10307300130001 | Ladda upp en bild av detta fornminne      |
| Sankt Johannes 13:1                | Stensättning                     |              | Norrköping, Östergötland |       | 58.564375, 16.204294 | 10307400130001 | Ladda upp en bild av detta fornminne      |
| Borg 13:2                          | Hällristning                     |              | Norrköping, Östergötland |       | 58.587269, 16.122169 | 10307300130002 | Ladda upp en bild av detta fornminne      |
| Borg 14:1                          | Hällristning                     |              | Norrköping, Östergötland |       | 58.586047, 16.122203 | 10307300140001 | Ladda upp en bild av detta fornminne      |
| Sankt Johannes 14:1                | Hällristning                     |              | Norrköping, Östergötland |       | 58.574128, 16.198134 | 10307400140001 | Ladda upp en till bild av detta fornminne |
| Östra Eneby 15:1                   | Hällristning                     |              | Norrköping, Östergötland |       | 58.596764, 16.110650 | 10303100150001 | Ladda upp en bild av detta fornminne      |
| Borg 15:1                          | Hällristning                     |              | Norrköping, Östergötland |       | 58.585853, 16.121790 | 10307300150001 | Ladda upp en bild av detta fornminne      |
| Sankt Johannes 15:1                | Hällristning                     |              | Norrköping, Östergötland |       | 58.570848, 16.198076 | 10307400150001 | Ladda upp en till bild av detta fornminne |
| Sankt Johannes 15:2                | Hällristning                     |              | Norrköping, Östergötland |       | 58.570798, 16.198168 | 10307400150002 | Ladda upp en till bild av detta fornminne |
| Borg 16:1                          | Gravfält                         |              | Norrköping, Östergötland |       | 58.585659, 16.122881 | 10307300160001 | Ladda upp en bild av detta fornminne      |
| Sankt Johannes 16:1                | Grav- och boplatsområde          |              | Norrköping, Östergötland |       | 58.569007, 16.194437 | 10307400160001 | Ladda upp en bild av detta fornminne      |
| Östra Eneby 17:1                   | Hällristning                     |              | Norrköping, Östergötland |       | 58.596783, 16.107972 | 10303100170001 | Ladda upp en bild av detta fornminne      |
| Borg 17:1                          | Hällristning                     |              | Norrköping, Östergötland |       | 58.585443, 16.122819 | 10307300170001 | Ladda upp en bild av detta fornminne      |
| Sankt Johannes 17:1                | Gravfält                         |              | Norrköping, Östergötland |       | 58.569555, 16.192504 | 10307400170001 | Ladda upp en bild av detta fornminne      |
| Östra Eneby 17:2                   | Hällristning                     |              | Norrköping, Östergötland |       | 58.596799, 16.107776 | 10303100170002 | Ladda upp en bild av detta fornminne      |
| Östra Eneby 17:3                   | Hällristning                     |              | Norrköping, Östergötland |       | 58.596754, 16.107745 | 10303100170003 | Ladda upp en bild av detta fornminne      |
| Östra Eneby 18:1                   | Hällristning                     |              | Norrköping, Östergötland |       | 58.597471, 16.106692 | 10303100180001 | Ladda upp en bild av detta fornminne      |
| Borg 18:1                          | Hällristning                     |              | Norrköping, Östergötland |       | 58.587060, 16.118387 | 10307300180001 | Ladda upp en bild av detta fornminne      |
| Östra Eneby 18:2                   | Hällristning                     |              | Norrköping, Östergötland |       | 58.597629, 16.106341 | 10303100180002 | Ladda upp en bild av detta fornminne      |
| Borg 18:2                          | Hällristning                     |              | Norrköping, Östergötland |       | 58.587144, 16.118263 | 10307300180002 | Ladda upp en bild av detta fornminne      |
| Östra Eneby 19:1                   | Hällristning                     |              | Norrköping, Östergötland |       | 58.599907, 16.120109 | 10303100190001 | Ladda upp en bild av detta fornminne      |
| Borg 19:1                          | Hällristning                     |              | Norrköping, Östergötland |       | 58.586857, 16.118052 | 10307300190001 | Ladda upp en bild av detta fornminne      |
| Borg 19:2                          | Hällristning                     |              | Norrköping, Östergötland |       | 58.586992, 16.117681 | 10307300190002 | Ladda upp en bild av detta fornminne      |
| Borg 20:1                          | Hällristning                     |              | Norrköping, Östergötland |       | 58.586254, 16.115978 | 10307300200001 | Ladda upp en bild av detta fornminne      |
| Östra Eneby 21:1                   | Hällristning                     |              | Norrköping, Östergötland |       | 58.601510, 16.119001 | 10303100210001 | Ladda upp en bild av detta fornminne      |
| Borg 21:1                          | Hällristning                     |              | Norrköping, Östergötland |       | 58.586074, 16.115215 | 10307300210001 | Ladda upp en bild av detta fornminne      |
| Östra Eneby 22:1                   | Hällristning                     |              | Norrköping, Östergötland |       | 58.600006, 16.107173 | 10303100220001 | Ladda upp en bild av detta fornminne      |
| Borg 22:1                          | Hällristning                     |              | Norrköping, Östergötland |       | 58.586520, 16.113177 | 10307300220001 | Ladda upp en bild av detta fornminne      |
| Borg 22:2                          | Hällristning                     |              | Norrköping, Östergötland |       | 58.586554, 16.113101 | 10307300220002 | Ladda upp en bild av detta fornminne      |
| Östra Eneby 23:1                   | Hällristning                     |              | Norrköping, Östergötland |       | 58.601009, 16.108376 | 10303100230001 | Ladda upp en bild av detta fornminne      |
| Borg 23:1                          | Hällristning                     |              | Norrköping, Östergötland |       | 58.584463, 16.114602 | 10307300230001 | Ladda upp en bild av detta fornminne      |
| Sankt Johannes 23:1                | Stensättning                     |              | Norrköping, Östergötland |       | 58.534581, 16.186853 | 10307400230001 | Ladda upp en bild av detta fornminne      |
| Sankt Johannes 23:2                | Stensättning                     |              | Norrköping, Östergötland |       | 58.534661, 16.186787 | 10307400230002 | Ladda upp en bild av detta fornminne      |
| Östra Eneby 24:1                   | Hällristning                     |              | Norrköping, Östergötland |       | 58.597681, 16.104256 | 10303100240001 | Ladda upp en bild av detta fornminne      |
| Borg 24:1                          | Hällristning                     |              | Norrköping, Östergötland |       | 58.583774, 16.115073 | 10307300240001 | Ladda upp en bild av detta fornminne      |
| Borg 25:1                          | Hällristning                     |              | Norrköping, Östergötland |       | 58.583167, 16.115567 | 10307300250001 | Ladda upp en bild av detta fornminne      |
| Östra Eneby 25:2                   | Hällristning                     |              | Norrköping, Östergötland |       | 58.597383, 16.101676 | 10303100250002 | Ladda upp en bild av detta fornminne      |
| Östra Eneby 26:1                   | Hällristning                     |              | Norrköping, Östergötland |       | 58.597916, 16.102414 | 10303100260001 | Ladda upp en bild av detta fornminne      |
| Borg 26:1                          | Hällristning                     |              | Norrköping, Östergötland |       | 58.582835, 16.115601 | 10307300260001 | Ladda upp en bild av detta fornminne      |
| Sankt Johannes 26:1                | Stensättning                     |              | Norrköping, Östergötland |       | 58.564007, 16.205489 | 10307400260001 | Ladda upp en bild av detta fornminne      |
| Östra Eneby 26:2                   | Hällristning                     |              | Norrköping, Östergötland |       | 58.598033, 16.101991 | 10303100260002 | Ladda upp en bild av detta fornminne      |
| Borg 26:2                          | Hällristning                     |              | Norrköping, Östergötland |       | 58.582740, 16.115797 | 10307300260002 | Ladda upp en bild av detta fornminne      |
| Östra Eneby 27:1                   | Hällristning                     |              | Norrköping, Östergötland |       | 58.597815, 16.101297 | 10303100270001 | Ladda upp en bild av detta fornminne      |
| Borg 27:1                          | Hällristning                     |              | Norrköping, Östergötland |       | 58.582163, 16.115645 | 10307300270001 | Ladda upp en bild av detta fornminne      |
| Sankt Johannes 27:1                | Gravfält                         |              | Norrköping, Östergötland |       | 58.534768, 16.185197 | 10307400270001 | Ladda upp en bild av detta fornminne      |
| Östra Eneby 28:1                   | Hällristning                     |              | Norrköping, Östergötland |       | 58.598497, 16.102137 | 10303100280001 | Ladda upp en bild av detta fornminne      |
| Borg 28:1                          | Hällristning                     |              | Norrköping, Östergötland |       | 58.582182, 16.121996 | 10307300280001 | Ladda upp en bild av detta fornminne      |
| Sankt Johannes 28:1                | Hällristning                     |              | Norrköping, Östergötland |       | 58.567259, 16.213750 | 10307400280001 | Ladda upp en bild av detta fornminne      |
| Sankt Johannes 28:2                | Hällristning                     |              | Norrköping, Östergötland |       | 58.567279, 16.213759 | 10307400280002 | Ladda upp en bild av detta fornminne      |
| Östra Eneby 29:1                   | Hällristning                     |              | Norrköping, Östergötland |       | 58.598877, 16.103603 | 10303100290001 | Ladda upp en bild av detta fornminne      |
| Östra Eneby 29:2                   | Hällristning                     |              | Norrköping, Östergötland |       | 58.598838, 16.103702 | 10303100290002 | Ladda upp en bild av detta fornminne      |
| Östra Eneby 29:3                   | Stensättning                     |              | Norrköping, Östergötland |       | 58.598786, 16.103558 | 10303100290003 | Ladda upp en bild av detta fornminne      |
| Östra Eneby 30:1                   | Hällristning                     |              | Norrköping, Östergötland |       | 58.596243, 16.102142 | 10303100300001 | Ladda upp en bild av detta fornminne      |
| Borg 30:1                          | Hällristning                     |              | Norrköping, Östergötland |       | 58.582341, 16.123433 | 10307300300001 | Ladda upp en bild av detta fornminne      |
| Sankt Johannes 30:1                | Hällristning                     |              | Norrköping, Östergötland |       | 58.566473, 16.216928 | 10307400300001 | Ladda upp en bild av detta fornminne      |
| Östra Eneby 31:1                   | Hällristning                     |              | Norrköping, Östergötland |       | 58.597134, 16.096220 | 10303100310001 | Ladda upp en bild av detta fornminne      |
| Borg 31:1                          | Hällristning                     |              | Norrköping, Östergötland |       | 58.581457, 16.123535 | 10307300310001 | Ladda upp en bild av detta fornminne      |
| Östra Eneby 32:1                   | Hällristning                     |              | Norrköping, Östergötland |       | 58.596860, 16.097269 | 10303100320001 | Ladda upp en bild av detta fornminne      |
| Borg 32:1                          | Hällristning                     |              | Norrköping, Östergötland |       | 58.581046, 16.122954 | 10307300320001 | Ladda upp en bild av detta fornminne      |
| Östra Eneby 33:1                   | Hällristning                     |              | Norrköping, Östergötland |       | 58.598473, 16.099130 | 10303100330001 | Ladda upp en bild av detta fornminne      |
| Borg 33:1                          | Hällristning                     |              | Norrköping, Östergötland |       | 58.582377, 16.124994 | 10307300330001 | Ladda upp en bild av detta fornminne      |
| Sankt Johannes 33:1                | Hög                              |              | Norrköping, Östergötland |       | 58.601894, 16.260286 | 10307400330001 | Ladda upp en bild av detta fornminne      |
| Östra Eneby 33:2                   | Hällristning                     |              | Norrköping, Östergötland |       | 58.598473, 16.098934 | 10303100330002 | Ladda upp en bild av detta fornminne      |
| Sankt Johannes 33:2                | Stensättning                     |              | Norrköping, Östergötland |       | 58.601984, 16.260176 | 10307400330002 | Ladda upp en bild av detta fornminne      |
| Östra Eneby 33:3                   | Hällristning                     |              | Norrköping, Östergötland |       | 58.598617, 16.098968 | 10303100330003 | Ladda upp en bild av detta fornminne      |
| Borg 34:1                          | Hällristning                     |              | Norrköping, Östergötland |       | 58.581415, 16.125459 | 10307300340001 | Ladda upp en bild av detta fornminne      |
| Östra Eneby 35:1                   | Hällristning                     |              | Norrköping, Östergötland |       | 58.599189, 16.097262 | 10303100350001 | Ladda upp en bild av detta fornminne      |
| Borg 35:1                          | Hällristning                     |              | Norrköping, Östergötland |       | 58.581724, 16.126750 | 10307300350001 | Ladda upp en bild av detta fornminne      |
| Östra Eneby 35:2                   | Hällristning                     |              | Norrköping, Östergötland |       | 58.599197, 16.097080 | 10303100350002 | Ladda upp en bild av detta fornminne      |
| Östra Eneby 36:1                   | Hällristning                     |              | Norrköping, Östergötland |       | 58.599923, 16.097587 | 10303100360001 | Ladda upp en bild av detta fornminne      |
| Borg 36:1                          | Hällristning                     |              | Norrköping, Östergötland |       | 58.581453, 16.128101 | 10307300360001 | Ladda upp en bild av detta fornminne      |
| Borg 37:1                          | Hällristning                     |              | Norrköping, Östergötland |       | 58.580805, 16.127445 | 10307300370001 | Ladda upp en bild av detta fornminne      |
| Östra Eneby 38:1                   | Gravfält                         |              | Norrköping, Östergötland |       | 58.599785, 16.095581 | 10303100380001 | Ladda upp en bild av detta fornminne      |
| Borg 38:1                          | Hällristning                     |              | Norrköping, Östergötland |       | 58.579274, 16.126653 | 10307300380001 | Ladda upp en bild av detta fornminne      |
| Borg 38:2                          | Hällristning                     |              | Norrköping, Östergötland |       | 58.579231, 16.126581 | 10307300380002 | Ladda upp en bild av detta fornminne      |
| Östra Eneby 39:1                   | Hällristning                     |              | Norrköping, Östergötland |       | 58.599967, 16.095132 | 10303100390001 | Ladda upp en bild av detta fornminne      |
| Borg 39:1                          | Hällristning                     |              | Norrköping, Östergötland |       | 58.579148, 16.125533 | 10307300390001 | Ladda upp en bild av detta fornminne      |
| Östra Eneby 39:2                   | Hällristning                     |              | Norrköping, Östergötland |       | 58.599895, 16.094947 | 10303100390002 | Ladda upp en bild av detta fornminne      |
| Östra Eneby 39:3                   | Hällristning                     |              | Norrköping, Östergötland |       | 58.600218, 16.095046 | 10303100390003 | Ladda upp en bild av detta fornminne      |
| Östra Eneby 40:1                   | Hällristning                     |              | Norrköping, Östergötland |       | 58.599882, 16.094135 | 10303100400001 | Ladda upp en bild av detta fornminne      |
| Borg 40:1                          | Hällristning                     |              | Norrköping, Östergötland |       | 58.578647, 16.124011 | 10307300400001 | Ladda upp en bild av detta fornminne      |
| Östra Eneby 41:1                   | Hällristning                     |              | Norrköping, Östergötland |       | 58.600854, 16.093631 | 10303100410001 | Ladda upp en bild av detta fornminne      |
| Borg 41:1                          | Hällristning                     |              | Norrköping, Östergötland |       | 58.577867, 16.118417 | 10307300410001 | Ladda upp en bild av detta fornminne      |
| Östra Eneby 42:1                   | Gravfält                         |              | Norrköping, Östergötland |       | 58.599689, 16.088787 | 10303100420001 | Ladda upp en bild av detta fornminne      |
| Borg 42:1                          | Hällristning                     |              | Norrköping, Östergötland |       | 58.576200, 16.123466 | 10307300420001 | Ladda upp en bild av detta fornminne      |
| Östra Eneby 43:1                   | Gravfält                         |              | Norrköping, Östergötland |       | 58.600380, 16.086980 | 10303100430001 | Ladda upp en bild av detta fornminne      |
| Borg 43:1                          | Hällristning                     |              | Norrköping, Östergötland |       | 58.574773, 16.120379 | 10307300430001 | Ladda upp en bild av detta fornminne      |
| Östra Eneby 44:1                   | Hällristning                     |              | Norrköping, Östergötland |       | 58.600841, 16.086163 | 10303100440001 | Ladda upp en till bild av detta fornminne |
| Borg 44:1                          | Hällristning                     |              | Norrköping, Östergötland |       | 58.583778, 16.073860 | 10307300440001 | Ladda upp en bild av detta fornminne      |
| Styrstad 45:1                      | Gravfält                         |              | Norrköping, Östergötland |       | 58.588488, 16.268145 | 10050100450001 | Ladda upp en bild av detta fornminne      |
| Östra Eneby 45:1                   | Hällristning                     |              | Norrköping, Östergötland |       | 58.601096, 16.083195 | 10303100450001 | Ladda upp en till bild av detta fornminne |
| Borg 45:1                          | Hällristning                     |              | Norrköping, Östergötland |       | 58.584123, 16.074742 | 10307300450001 | Ladda upp en bild av detta fornminne      |
| Borg 45:2                          | Hällristning                     |              | Norrköping, Östergötland |       | 58.584152, 16.075450 | 10307300450002 | Ladda upp en bild av detta fornminne      |
| Styrstad 46:1                      | Gravfält                         |              | Norrköping, Östergötland |       | 58.590939, 16.257862 | 10050100460001 | Ladda upp en bild av detta fornminne      |
| Östra Eneby 46:1                   | Hällristning                     |              | Norrköping, Östergötland |       | 58.602748, 16.095530 | 10303100460001 | Ladda upp en bild av detta fornminne      |
| Borg 46:1                          | Hällristning                     |              | Norrköping, Östergötland |       | 58.582109, 16.083984 | 10307300460001 | Ladda upp en bild av detta fornminne      |
| Östra Eneby 47:1                   | Hällristning                     |              | Norrköping, Östergötland |       | 58.602915, 16.090371 | 10303100470001 | Ladda upp en bild av detta fornminne      |
| Borg 47:1                          | Hällristning                     |              | Norrköping, Östergötland |       | 58.583584, 16.081971 | 10307300470001 | Ladda upp en bild av detta fornminne      |
| Östra Eneby 48:1                   | Hällristning                     |              | Norrköping, Östergötland |       | 58.602555, 16.089024 | 10303100480001 | Ladda upp en bild av detta fornminne      |
| Borg 48:1                          | Hällristning                     |              | Norrköping, Östergötland |       | 58.581818, 16.085976 | 10307300480001 | Ladda upp en bild av detta fornminne      |
| Styrstad 48:2                      | Stensättning                     |              | Norrköping, Östergötland |       | 58.594844, 16.261631 | 10050100480002 | Ladda upp en bild av detta fornminne      |
| Östra Eneby 48:2                   | Hällristning                     |              | Norrköping, Östergötland |       | 58.602640, 16.088931 | 10303100480002 | Ladda upp en bild av detta fornminne      |
| Styrstad 48:3                      | Stensättning                     |              | Norrköping, Östergötland |       | 58.594755, 16.261371 | 10050100480003 | Ladda upp en bild av detta fornminne      |
| Östra Eneby 49:1                   | Hällristning                     |              | Norrköping, Östergötland |       | 58.603017, 16.089429 | 10303100490001 | Ladda upp en bild av detta fornminne      |
| Borg 49:1                          | Stensättning                     |              | Norrköping, Östergötland |       | 58.580635, 16.089503 | 10307300490001 | Ladda upp en bild av detta fornminne      |
| Styrstad 49:2                      | Stensättning                     |              | Norrköping, Östergötland |       | 58.593399, 16.272882 | 10050100490002 | Ladda upp en bild av detta fornminne      |
| Styrstad 49:3                      | Stensättning                     |              | Norrköping, Östergötland |       | 58.593595, 16.272891 | 10050100490003 | Ladda upp en bild av detta fornminne      |
| Styrstad 49:4                      | Stensättning                     |              | Norrköping, Östergötland |       | 58.593698, 16.272980 | 10050100490004 | Ladda upp en bild av detta fornminne      |
| Styrstad 50:1                      | Stensättning                     |              | Norrköping, Östergötland |       | 58.597883, 16.275663 | 10050100500001 | Ladda upp en bild av detta fornminne      |
| Östra Eneby 50:1                   | Hällristning                     |              | Norrköping, Östergötland |       | 58.609888, 16.081484 | 10303100500001 | Ladda upp en bild av detta fornminne      |
| Sankt Johannes 50:1                | Hällristning                     |              | Norrköping, Östergötland |       | 58.567223, 16.212739 | 10307400500001 | Ladda upp en bild av detta fornminne      |
| Styrstad 50:2                      | Stensättning                     |              | Norrköping, Östergötland |       | 58.598270, 16.275743 | 10050100500002 | Ladda upp en bild av detta fornminne      |
| Östra Eneby 50:2                   | Hällristning                     |              | Norrköping, Östergötland |       | 58.609918, 16.081299 | 10303100500002 | Ladda upp en bild av detta fornminne      |
| Styrstad 50:3                      | Stensättning                     |              | Norrköping, Östergötland |       | 58.598504, 16.275234 | 10050100500003 | Ladda upp en bild av detta fornminne      |
| Östra Eneby 50:3                   | Hällristning                     |              | Norrköping, Östergötland |       | 58.609965, 16.081439 | 10303100500003 | Ladda upp en bild av detta fornminne      |
| Styrstad 51:1                      | Stensättning                     |              | Norrköping, Östergötland |       | 58.598497, 16.278695 | 10050100510001 | Ladda upp en bild av detta fornminne      |
| Östra Eneby 51:1                   | Gravfält                         |              | Norrköping, Östergötland |       | 58.615153, 16.171178 | 10303100510001 | Ladda upp en bild av detta fornminne      |
| Borg 51:1                          | Hällristning                     |              | Norrköping, Östergötland |       | 58.577153, 16.101778 | 10307300510001 | Ladda upp en bild av detta fornminne      |
| Johannisborg (Sankt Johannes 51:1) | Fästning/skans                   |              | Norrköping, Östergötland |       | 58.600055, 16.195573 | 10307400510001 | Ladda upp en till bild av detta fornminne |
| Styrstad 52:1                      | Stensättning                     |              | Norrköping, Östergötland |       | 58.599117, 16.276714 | 10050100520001 | Ladda upp en bild av detta fornminne      |
| Borg 52:1                          | Hällristning                     |              | Norrköping, Östergötland |       | 58.575825, 16.106207 | 10307300520001 | Ladda upp en bild av detta fornminne      |
| Domarringen (Sankt Johannes 52:1)  | Stensättning                     |              | Norrköping, Östergötland |       | 58.581140, 16.177033 | 10307400520001 | Ladda upp en till bild av detta fornminne |
| Styrstad 52:2                      | Stensättning                     |              | Norrköping, Östergötland |       | 58.599171, 16.276946 | 10050100520002 | Ladda upp en bild av detta fornminne      |
| Styrstad 52:3                      | Stensättning                     |              | Norrköping, Östergötland |       | 58.599043, 16.277235 | 10050100520003 | Ladda upp en bild av detta fornminne      |
| Styrstad 53:1                      | Stensättning                     |              | Norrköping, Östergötland |       | 58.599518, 16.277854 | 10050100530001 | Ladda upp en bild av detta fornminne      |
| Borg 53:1                          | Hällristning                     |              | Norrköping, Östergötland |       | 58.575185, 16.105642 | 10307300530001 | Ladda upp en till bild av detta fornminne |
| Sankt Johannes 53:1                | Hällristning                     |              | Norrköping, Östergötland |       | 58.580185, 16.187827 | 10307400530001 | Ladda upp en bild av detta fornminne      |
| Styrstad 53:2                      | Stensättning                     |              | Norrköping, Östergötland |       | 58.599621, 16.277740 | 10050100530002 | Ladda upp en bild av detta fornminne      |
| Styrstad 54:1                      | Stensättning                     |              | Norrköping, Östergötland |       | 58.599389, 16.275022 | 10050100540001 | Ladda upp en bild av detta fornminne      |
| Östra Eneby 54:1                   | Hög                              |              | Norrköping, Östergötland |       | 58.620541, 16.174610 | 10303100540001 | Ladda upp en bild av detta fornminne      |
| Borg 54:1                          | Hällristning                     |              | Norrköping, Östergötland |       | 58.575006, 16.104699 | 10307300540001 | Ladda upp en till bild av detta fornminne |
| Sankt Johannes 54:1                | Hällristning                     |              | Norrköping, Östergötland |       | 58.581182, 16.183485 | 10307400540001 | Ladda upp en till bild av detta fornminne |
| Östra Eneby 54:2                   | Stensättning                     |              | Norrköping, Östergötland |       | 58.620500, 16.174777 | 10303100540002 | Ladda upp en bild av detta fornminne      |
| Borg 54:2                          | Hällristning                     |              | Norrköping, Östergötland |       | 58.575059, 16.104600 | 10307300540002 | Ladda upp en bild av detta fornminne      |
| Östra Eneby 54:3                   | Hög                              |              | Norrköping, Östergötland |       | 58.620406, 16.174662 | 10303100540003 | Ladda upp en bild av detta fornminne      |
| Östra Eneby 54:4                   | Stensättning                     |              | Norrköping, Östergötland |       | 58.620587, 16.174401 | 10303100540004 | Ladda upp en bild av detta fornminne      |
| Sankt Johannes 55:1                | Hällristning                     |              | Norrköping, Östergötland |       | 58.582156, 16.180040 | 10307400550001 | Ladda upp en till bild av detta fornminne |
| Borg 56:1                          | Hällristning                     |              | Norrköping, Östergötland |       | 58.574992, 16.108574 | 10307300560001 | Ladda upp en bild av detta fornminne      |
| Sankt Johannes 56:1                | Hällristning                     |              | Norrköping, Östergötland |       | 58.584727, 16.191879 | 10307400560001 | Ladda upp en till bild av detta fornminne |
| Östra Eneby 57:1                   | Gravfält                         |              | Norrköping, Östergötland |       | 58.620206, 16.162494 | 10303100570001 | Ladda upp en bild av detta fornminne      |
| Borg 57:1                          | Hällristning                     |              | Norrköping, Östergötland |       | 58.574848, 16.108886 | 10307300570001 | Ladda upp en bild av detta fornminne      |
| Östra Eneby 58:1                   | Gravfält                         |              | Norrköping, Östergötland |       | 58.621006, 16.120325 | 10303100580001 | Ladda upp en till bild av detta fornminne |
| Borg 58:1                          | Hällristning                     |              | Norrköping, Östergötland |       | 58.574713, 16.109554 | 10307300580001 | Ladda upp en bild av detta fornminne      |
| Borg 58:2                          | Hällristning                     |              | Norrköping, Östergötland |       | 58.574767, 16.109452 | 10307300580002 | Ladda upp en bild av detta fornminne      |
| Kullbacken (Östra Eneby 59:1)      | Gravfält                         |              | Norrköping, Östergötland |       | 58.616823, 16.077428 | 10303100590001 | Ladda upp en bild av detta fornminne      |
| Borg 59:1                          | Hällristning                     |              | Norrköping, Östergötland |       | 58.575050, 16.110175 | 10307300590001 | Ladda upp en till bild av detta fornminne |
| Borg 60:1                          | Hällristning                     |              | Norrköping, Östergötland |       | 58.574846, 16.112167 | 10307300600001 | Ladda upp en bild av detta fornminne      |
| Östra Eneby 60:2                   | Stensättning                     |              | Norrköping, Östergötland |       | 58.614789, 16.076868 | 10303100600002 | Ladda upp en bild av detta fornminne      |
| Östra Eneby 61:1                   | Gravfält                         |              | Norrköping, Östergötland |       | 58.613538, 16.076600 | 10303100610001 | Ladda upp en bild av detta fornminne      |
| Borg 61:1                          | Hällristning                     |              | Norrköping, Östergötland |       | 58.574132, 16.112130 | 10307300610001 | Ladda upp en bild av detta fornminne      |
| Östra Eneby 62:1                   | Runristning                      |              | Norrköping, Östergötland |       | 58.612169, 16.172472 | 10303100620001 | Ladda upp en bild av detta fornminne      |
| Borg 62:1                          | Hällristning                     |              | Norrköping, Östergötland |       | 58.572096, 16.109212 | 10307300620001 | Ladda upp en bild av detta fornminne      |
| Östra Eneby 62:2                   | Bildristning                     |              | Norrköping, Östergötland |       | 58.612173, 16.172464 | 10303100620002 | Ladda upp en bild av detta fornminne      |
| Borg 63:1                          | Hällristning                     |              | Norrköping, Östergötland |       | 58.571581, 16.116307 | 10307300630001 | Ladda upp en bild av detta fornminne      |
| Sankt Johannes 63:1                | Gravfält                         |              | Norrköping, Östergötland |       | 58.562562, 16.208528 | 10307400630001 | Ladda upp en bild av detta fornminne      |
| Ringstadholm (Östra Eneby 64:1)    | Borg                             |              | Norrköping, Östergötland |       | 58.589961, 16.115176 | 10303100640001 | Ladda upp en bild av detta fornminne      |
| Borg 64:1                          | Hällristning                     |              | Norrköping, Östergötland |       | 58.571735, 16.118890 | 10307300640001 | Ladda upp en bild av detta fornminne      |
| Sankt Johannes 64:1                | Gravfält                         |              | Norrköping, Östergötland |       | 58.563322, 16.206706 | 10307400640001 | Ladda upp en bild av detta fornminne      |
| Östra Eneby 65:1                   | Hällristning                     |              | Norrköping, Östergötland |       | 58.604096, 16.101009 | 10303100650001 | Ladda upp en bild av detta fornminne      |
| Sankt Johannes 65:1                | Gravfält                         |              | Norrköping, Östergötland |       | 58.563287, 16.204892 | 10307400650001 | Ladda upp en bild av detta fornminne      |
| Östra Eneby 66:1                   | Hällristning                     |              | Norrköping, Östergötland |       | 58.604813, 16.101393 | 10303100660001 | Ladda upp en bild av detta fornminne      |
| Sankt Johannes 66:1                | Gravfält                         |              | Norrköping, Östergötland |       | 58.566980, 16.200163 | 10307400660001 | Ladda upp en bild av detta fornminne      |
| Östra Eneby 66:2                   | Hällristning                     |              | Norrköping, Östergötland |       | 58.604843, 16.101107 | 10303100660002 | Ladda upp en bild av detta fornminne      |
| Sankt Johannes 67:1                | Gravfält                         |              | Norrköping, Östergötland |       | 58.568076, 16.195859 | 10307400670001 | Ladda upp en bild av detta fornminne      |
| Östra Eneby 68:1                   | Hällristning                     |              | Norrköping, Östergötland |       | 58.602883, 16.087988 | 10303100680001 | Ladda upp en bild av detta fornminne      |
| Borg 68:1                          | Hällristning                     |              | Norrköping, Östergötland |       | 58.579800, 16.115622 | 10307300680001 | Ladda upp en bild av detta fornminne      |
| Sankt Johannes 68:1                | Stensättning                     |              | Norrköping, Östergötland |       | 58.549021, 16.189816 | 10307400680001 | Ladda upp en bild av detta fornminne      |
| Östra Eneby 69:1                   | Stensättning                     |              | Norrköping, Östergötland |       | 58.608705, 16.085291 | 10303100690001 | Ladda upp en bild av detta fornminne      |
| Sankt Johannes 69:1                | Grav- och boplatsområde          |              | Norrköping, Östergötland |       | 58.565048, 16.200789 | 10307400690001 | Ladda upp en bild av detta fornminne      |
| Östra Eneby 70:1                   | Hällristning                     |              | Norrköping, Östergötland |       | 58.607034, 16.122632 | 10303100700001 | Ladda upp en bild av detta fornminne      |
| Sankt Johannes 70:1                | Stensättning                     |              | Norrköping, Östergötland |       | 58.534891, 16.183614 | 10307400700001 | Ladda upp en bild av detta fornminne      |
| Östra Eneby 70:2                   | Hällristning                     |              | Norrköping, Östergötland |       | 58.607020, 16.122530 | 10303100700002 | Ladda upp en bild av detta fornminne      |
| Styrstad 71:1                      | Hög                              |              | Norrköping, Östergötland |       | 58.593040, 16.251402 | 10050100710001 | Ladda upp en bild av detta fornminne      |
| Östra Eneby 71:1                   | Hällristning                     |              | Norrköping, Östergötland |       | 58.604992, 16.104924 | 10303100710001 | Ladda upp en bild av detta fornminne      |
| Borg 71:1                          | Gravfält                         |              | Norrköping, Östergötland |       | 58.583996, 16.108576 | 10307300710001 | Ladda upp en bild av detta fornminne      |
| Östra Eneby 72:1                   | Hällristning                     |              | Norrköping, Östergötland |       | 58.605773, 16.104772 | 10303100720001 | Ladda upp en bild av detta fornminne      |
| Borg 72:1                          | Stensättning                     |              | Norrköping, Östergötland |       | 58.588030, 16.077830 | 10307300720001 | Ladda upp en bild av detta fornminne      |
| Borg 72:2                          | Stensättning                     |              | Norrköping, Östergötland |       | 58.588083, 16.077716 | 10307300720002 | Ladda upp en bild av detta fornminne      |
| Borg 72:3                          | Stensättning                     |              | Norrköping, Östergötland |       | 58.588160, 16.077579 | 10307300720003 | Ladda upp en bild av detta fornminne      |
| Borg 72:4                          | Stensättning                     |              | Norrköping, Östergötland |       | 58.588254, 16.077321 | 10307300720004 | Ladda upp en bild av detta fornminne      |
| Östra Eneby 73:1                   | Hällristning                     |              | Norrköping, Östergötland |       | 58.596220, 16.097910 | 10303100730001 | Ladda upp en bild av detta fornminne      |
| Styrstad 74:1                      | Röse                             |              | Norrköping, Östergötland |       | 58.600478, 16.271634 | 10050100740001 | Ladda upp en till bild av detta fornminne |
| Östra Eneby 74:1                   | Hällristning                     |              | Norrköping, Östergötland |       | 58.594669, 16.151710 | 10303100740001 | Ladda upp en bild av detta fornminne      |
| Styrstad 74:2                      | Stensättning                     |              | Norrköping, Östergötland |       | 58.600509, 16.272041 | 10050100740002 | Ladda upp en bild av detta fornminne      |
| Styrstad 74:3                      | Stensättning                     |              | Norrköping, Östergötland |       | 58.600113, 16.271961 | 10050100740003 | Ladda upp en bild av detta fornminne      |
| Styrstad 75:1                      | Stensättning                     |              | Norrköping, Östergötland |       | 58.598835, 16.273286 | 10050100750001 | Ladda upp en bild av detta fornminne      |
| Östra Eneby 75:1                   | Hällristning                     |              | Norrköping, Östergötland |       | 58.599864, 16.141511 | 10303100750001 | Ladda upp en bild av detta fornminne      |
| Östra Eneby 76:1                   | Hällristning                     |              | Norrköping, Östergötland |       | 58.596341, 16.107880 | 10303100760001 | Ladda upp en bild av detta fornminne      |
| Sankt Johannes 77:1                | Stensättning                     |              | Norrköping, Östergötland |       | 58.529734, 16.173809 | 10307400770001 | Ladda upp en bild av detta fornminne      |
| Östra Eneby 77:2                   | Hällristning                     |              | Norrköping, Östergötland |       | 58.601217, 16.103672 | 10303100770002 | Ladda upp en bild av detta fornminne      |
| Östra Eneby 77:3                   | Hällristning                     |              | Norrköping, Östergötland |       | 58.601347, 16.103523 | 10303100770003 | Ladda upp en bild av detta fornminne      |
| Östra Eneby 78:1                   | Hällristning                     |              | Norrköping, Östergötland |       | 58.599126, 16.090372 | 10303100780001 | Ladda upp en bild av detta fornminne      |
| Borg 78:1                          | Stensättning                     |              | Norrköping, Östergötland |       | 58.594873, 16.021289 | 10307300780001 | Ladda upp en bild av detta fornminne      |
| Borg 78:2                          | Stensättning                     |              | Norrköping, Östergötland |       | 58.594748, 16.020953 | 10307300780002 | Ladda upp en bild av detta fornminne      |
| Östra Eneby 79:1                   | Hällristning                     |              | Norrköping, Östergötland |       | 58.599633, 16.092853 | 10303100790001 | Ladda upp en bild av detta fornminne      |
| Östra Eneby 81:2                   | Runristning                      |              | Norrköping, Östergötland |       | 58.609635, 16.136433 | 10303100810002 | Ladda upp en bild av detta fornminne      |
| Styrstad 82:1                      | Stensättning                     |              | Norrköping, Östergötland |       | 58.600942, 16.276161 | 10050100820001 | Ladda upp en bild av detta fornminne      |
| Fruholmen (Östra Eneby 82:1)       | Hällristning                     |              | Norrköping, Östergötland |       | 58.590407, 16.115828 | 10303100820001 | Ladda upp en bild av detta fornminne      |
| Östra Eneby 83:1                   | Hällristning                     |              | Norrköping, Östergötland |       | 58.598280, 16.103621 | 10303100830001 | Ladda upp en bild av detta fornminne      |
| Borg 83:1                          | Gravfält                         |              | Norrköping, Östergötland |       | 58.579149, 16.039205 | 10307300830001 | Ladda upp en bild av detta fornminne      |
| Östra Eneby 84:1                   | Hällristning                     |              | Norrköping, Östergötland |       | 58.597303, 16.103117 | 10303100840001 | Ladda upp en bild av detta fornminne      |
| Östra Eneby 84:2                   | Hällristning                     |              | Norrköping, Östergötland |       | 58.597307, 16.103112 | 10303100840002 | Ladda upp en bild av detta fornminne      |
| Östra Eneby 84:3                   | Hällristning                     |              | Norrköping, Östergötland |       | 58.597307, 16.103116 | 10303100840003 | Ladda upp en bild av detta fornminne      |
| Östra Eneby 84:4                   | Hällristning                     |              | Norrköping, Östergötland |       | 58.597166, 16.102753 | 10303100840004 | Ladda upp en bild av detta fornminne      |
| Styrstad 86:1                      | Stensättning                     |              | Norrköping, Östergötland |       | 58.598398, 16.277340 | 10050100860001 | Ladda upp en bild av detta fornminne      |
| Borg 88:1                          | Hög                              |              | Norrköping, Östergötland |       | 58.578419, 16.044913 | 10307300880001 | Ladda upp en bild av detta fornminne      |
| Borg 88:2                          | Hög                              |              | Norrköping, Östergötland |       | 58.578469, 16.044765 | 10307300880002 | Ladda upp en bild av detta fornminne      |
| Borg 88:3                          | Hög                              |              | Norrköping, Östergötland |       | 58.578510, 16.044599 | 10307300880003 | Ladda upp en bild av detta fornminne      |
| Borg 89:1                          | Hällristning                     |              | Norrköping, Östergötland |       | 58.586782, 16.074688 | 10307300890001 | Ladda upp en bild av detta fornminne      |
| Borg 92:1                          | Hällristning                     |              | Norrköping, Östergötland |       | 58.589490, 16.121306 | 10307300920001 | Ladda upp en bild av detta fornminne      |
| Borg 92:2                          | Hällristning                     |              | Norrköping, Östergötland |       | 58.589425, 16.120912 | 10307300920002 | Ladda upp en bild av detta fornminne      |
| Borg 94:1                          | Hällristning                     |              | Norrköping, Östergötland |       | 58.580839, 16.111211 | 10307300940001 | Ladda upp en bild av detta fornminne      |
| Borg 94:2                          | Hällristning                     |              | Norrköping, Östergötland |       | 58.580870, 16.111105 | 10307300940002 | Ladda upp en bild av detta fornminne      |
| Borg 95:1                          | Hällristning                     |              | Norrköping, Östergötland |       | 58.581386, 16.108234 | 10307300950001 | Ladda upp en bild av detta fornminne      |
| Borg 97:1                          | Hällristning                     |              | Norrköping, Östergötland |       | 58.581454, 16.123029 | 10307300970001 | Ladda upp en bild av detta fornminne      |
| Borg 98:1                          | Hällristning                     |              | Norrköping, Östergötland |       | 58.581982, 16.120772 | 10307300980001 | Ladda upp en bild av detta fornminne      |
| Borg 98:2                          | Hällristning                     |              | Norrköping, Östergötland |       | 58.582193, 16.120818 | 10307300980002 | Ladda upp en bild av detta fornminne      |
| Östra Eneby 101:1                  | Gravfält                         |              | Norrköping, Östergötland |       | 58.623192, 16.133075 | 10303101010001 | Ladda upp en bild av detta fornminne      |
| Borg 101:1                         | Stensättning                     |              | Norrköping, Östergötland |       | 58.528313, 16.125757 | 10307301010001 | Ladda upp en bild av detta fornminne      |
| Östra Eneby 102:1                  | Stensättning                     |              | Norrköping, Östergötland |       | 58.624877, 16.119602 | 10303101020001 | Ladda upp en bild av detta fornminne      |
| Stora Rövarborgen (Borg 102:1)     | Fornborg                         |              | Norrköping, Östergötland |       | 58.517513, 16.086336 | 10307301020001 | Ladda upp en bild av detta fornminne      |
| Lilla Rövarborgen (Borg 103:1)     | Fornborg                         |              | Norrköping, Östergötland |       | 58.521024, 16.081342 | 10307301030001 | Ladda upp en bild av detta fornminne      |
| Östra Eneby 104:1                  | Gravfält                         |              | Norrköping, Östergötland |       | 58.626594, 16.117622 | 10303101040001 | Ladda upp en bild av detta fornminne      |
| Borg 104:1                         | Gravfält                         |              | Norrköping, Östergötland |       | 58.561336, 16.126778 | 10307301040001 | Ladda upp en bild av detta fornminne      |
| Borg 105:1                         | Gravfält                         |              | Norrköping, Östergötland |       | 58.567647, 16.130771 | 10307301050001 | Ladda upp en bild av detta fornminne      |
| Borg 106:1                         | Stensättning                     |              | Norrköping, Östergötland |       | 58.532046, 16.093134 | 10307301060001 | Ladda upp en bild av detta fornminne      |
| Östra Eneby 107:1                  | Gravfält                         |              | Norrköping, Östergötland |       | 58.627687, 16.121610 | 10303101070001 | Ladda upp en bild av detta fornminne      |
| Borg 107:1                         | Stensättning                     |              | Norrköping, Östergötland |       | 58.566573, 16.121610 | 10307301070001 | Ladda upp en bild av detta fornminne      |
| Borg 107:2                         | Stensättning                     |              | Norrköping, Östergötland |       | 58.566575, 16.122012 | 10307301070002 | Ladda upp en bild av detta fornminne      |
| Borg 107:3                         | Stensättning                     |              | Norrköping, Östergötland |       | 58.566798, 16.121468 | 10307301070003 | Ladda upp en bild av detta fornminne      |
| Östra Eneby 108:1                  | Gravfält                         |              | Norrköping, Östergötland |       | 58.627997, 16.119832 | 10303101080001 | Ladda upp en bild av detta fornminne      |
| Borg 108:1                         | Gravfält                         |              | Norrköping, Östergötland |       | 58.566159, 16.118085 | 10307301080001 | Ladda upp en bild av detta fornminne      |
| Östra Eneby 110:1                  | Gravfält                         |              | Norrköping, Östergötland |       | 58.627981, 16.117381 | 10303101100001 | Ladda upp en bild av detta fornminne      |
| Östra Eneby 111:1                  | Gravfält                         |              | Norrköping, Östergötland |       | 58.628170, 16.115420 | 10303101110001 | Ladda upp en bild av detta fornminne      |
| Borg 111:2                         | Hällristning                     |              | Norrköping, Östergötland |       | 58.590392, 16.126462 | 10307301110002 | Ladda upp en bild av detta fornminne      |
| Borg 111:3                         | Hällristning                     |              | Norrköping, Östergötland |       | 58.590442, 16.126543 | 10307301110003 | Ladda upp en bild av detta fornminne      |
| Östra Eneby 112:1                  | Gravfält                         |              | Norrköping, Östergötland |       | 58.629604, 16.115962 | 10303101120001 | Ladda upp en bild av detta fornminne      |
| Borg 113:1                         | Hällristning                     |              | Norrköping, Östergötland |       | 58.579428, 16.125643 | 10307301130001 | Ladda upp en bild av detta fornminne      |
| Borg 113:2                         | Hällristning                     |              | Norrköping, Östergötland |       | 58.579462, 16.125536 | 10307301130002 | Ladda upp en bild av detta fornminne      |
| Östra Eneby 114:1                  | Gravfält                         |              | Norrköping, Östergötland |       | 58.637250, 16.106824 | 10303101140001 | Ladda upp en bild av detta fornminne      |
| Borg 114:1                         | Hällristning                     |              | Norrköping, Östergötland |       | 58.581600, 16.141426 | 10307301140001 | Ladda upp en bild av detta fornminne      |
| Östra Eneby 116:1                  | Stensättning                     |              | Norrköping, Östergötland |       | 58.625887, 16.110935 | 10303101160001 | Ladda upp en bild av detta fornminne      |
| Sankt Johannes 116:1               | Stensättning                     |              | Norrköping, Östergötland |       | 58.568204, 16.197936 | 10307401160001 | Ladda upp en bild av detta fornminne      |
| Östra Eneby 119:1                  | Stensättning                     |              | Norrköping, Östergötland |       | 58.627397, 16.109683 | 10303101190001 | Ladda upp en bild av detta fornminne      |
| Borg 119:1                         | Hällristning                     |              | Norrköping, Östergötland |       | 58.590303, 16.127754 | 10307301190001 | Ladda upp en bild av detta fornminne      |
| Borg 119:2                         | Hällristning                     |              | Norrköping, Östergötland |       | 58.590506, 16.126884 | 10307301190002 | Ladda upp en bild av detta fornminne      |
| Borg 119:3                         | Hällristning                     |              | Norrköping, Östergötland |       | 58.590252, 16.127788 | 10307301190003 | Ladda upp en bild av detta fornminne      |
| Borg 119:4                         | Hällristning                     |              | Norrköping, Östergötland |       | 58.590229, 16.127798 | 10307301190004 | Ladda upp en bild av detta fornminne      |
| Borg 119:5                         | Hällristning                     |              | Norrköping, Östergötland |       | 58.590254, 16.127609 | 10307301190005 | Ladda upp en bild av detta fornminne      |
| Östra Eneby 120:1                  | Stensättning                     |              | Norrköping, Östergötland |       | 58.627494, 16.108502 | 10303101200001 | Ladda upp en bild av detta fornminne      |
| Borg 120:1                         | Hällristning                     |              | Norrköping, Östergötland |       | 58.590673, 16.126653 | 10307301200001 | Ladda upp en bild av detta fornminne      |
| Borg 120:2                         | Hällristning                     |              | Norrköping, Östergötland |       | 58.590631, 16.126579 | 10307301200002 | Ladda upp en bild av detta fornminne      |
| Borg 120:3                         | Hällristning                     |              | Norrköping, Östergötland |       | 58.590676, 16.126739 | 10307301200003 | Ladda upp en bild av detta fornminne      |
| Borg 120:4                         | Hällristning                     |              | Norrköping, Östergötland |       | 58.590639, 16.126844 | 10307301200004 | Ladda upp en bild av detta fornminne      |
| Östra Eneby 121:1                  | Gravfält                         |              | Norrköping, Östergötland |       | 58.628945, 16.106209 | 10303101210001 | Ladda upp en till bild av detta fornminne |
| Borg 121:1                         | Hällristning                     |              | Norrköping, Östergötland |       | 58.589074, 16.122880 | 10307301210001 | Ladda upp en bild av detta fornminne      |
| Östra Eneby 124:1                  | Gravfält                         |              | Norrköping, Östergötland |       | 58.630253, 16.098792 | 10303101240001 | Ladda upp en bild av detta fornminne      |
| Östra Eneby 131:1                  | Gravfält                         |              | Norrköping, Östergötland |       | 58.635791, 16.032024 | 10303101310001 | Ladda upp en bild av detta fornminne      |
| Östra Eneby 136:1                  | Stensättning                     |              | Norrköping, Östergötland |       | 58.658901, 16.011052 | 10303101360001 | Ladda upp en bild av detta fornminne      |
| Borg 137:1                         | Stensättning                     |              | Norrköping, Östergötland |       | 58.522603, 16.086616 | 10307301370001 | Ladda upp en bild av detta fornminne      |
| Östra Eneby 139:1                  | Stensättning                     |              | Norrköping, Östergötland |       | 58.698432, 15.987694 | 10303101390001 | Ladda upp en bild av detta fornminne      |
| Östra Eneby 141:1                  | Gravfält                         |              | Norrköping, Östergötland |       | 58.638453, 16.028411 | 10303101410001 | Ladda upp en bild av detta fornminne      |
| Borg 143:1                         | Hällristning                     |              | Norrköping, Östergötland |       | 58.583073, 16.155503 | 10307301430001 | Ladda upp en bild av detta fornminne      |
| Balk (Sankt Johannes 143:1)        | Lägenhetsbebyggelse              |              | Norrköping, Östergötland |       | 58.606758, 16.224450 | 10307401430001 | Ladda upp en bild av detta fornminne      |
| Borg 143:2                         | Hällristning                     |              | Norrköping, Östergötland |       | 58.582961, 16.155088 | 10307301430002 | Ladda upp en bild av detta fornminne      |
| Borg 143:3                         | Hällristning                     |              | Norrköping, Östergötland |       | 58.582915, 16.154995 | 10307301430003 | Ladda upp en bild av detta fornminne      |
| Borg 143:4                         | Hällristning                     |              | Norrköping, Östergötland |       | 58.582767, 16.155040 | 10307301430004 | Ladda upp en bild av detta fornminne      |
| Borg 150:1                         | Stensättning                     |              | Norrköping, Östergötland |       | 58.528106, 16.124420 | 10307301500001 | Ladda upp en bild av detta fornminne      |
| Borg 151:1                         | Hällristning                     |              | Norrköping, Östergötland |       | 58.570482, 16.117135 | 10307301510001 | Ladda upp en bild av detta fornminne      |
| Borg 152:1                         | Hällristning                     |              | Norrköping, Östergötland |       | 58.570533, 16.118850 | 10307301520001 | Ladda upp en bild av detta fornminne      |
| Borg 152:2                         | Hällristning                     |              | Norrköping, Östergötland |       | 58.570504, 16.118982 | 10307301520002 | Ladda upp en bild av detta fornminne      |
| Borg 152:3                         | Hällristning                     |              | Norrköping, Östergötland |       | 58.570576, 16.118923 | 10307301520003 | Ladda upp en bild av detta fornminne      |
| Borg 153:1                         | Hällristning                     |              | Norrköping, Östergötland |       | 58.573908, 16.116014 | 10307301530001 | Ladda upp en bild av detta fornminne      |
| Borg 153:2                         | Hällristning                     |              | Norrköping, Östergötland |       | 58.573847, 16.116041 | 10307301530002 | Ladda upp en bild av detta fornminne      |
| Östra Eneby 154:1                  | Hällristning                     |              | Norrköping, Östergötland |       | 58.597249, 16.095715 | 10303101540001 | Ladda upp en bild av detta fornminne      |
| Östra Eneby 154:2                  | Hällristning                     |              | Norrköping, Östergötland |       | 58.597308, 16.095178 | 10303101540002 | Ladda upp en bild av detta fornminne      |
| Östra Eneby 155:1                  | Hällristning                     |              | Norrköping, Östergötland |       | 58.597447, 16.103815 | 10303101550001 | Ladda upp en bild av detta fornminne      |
| Borg 155:1                         | Hällristning                     |              | Norrköping, Östergötland |       | 58.575751, 16.114120 | 10307301550001 | Ladda upp en bild av detta fornminne      |
| Östra Eneby 155:2                  | Hällristning                     |              | Norrköping, Östergötland |       | 58.597368, 16.103956 | 10303101550002 | Ladda upp en bild av detta fornminne      |
| Östra Eneby 156:1                  | Hällristning                     |              | Norrköping, Östergötland |       | 58.600849, 16.100354 | 10303101560001 | Ladda upp en bild av detta fornminne      |
| Borg 156:1                         | Hällristning                     |              | Norrköping, Östergötland |       | 58.576619, 16.122224 | 10307301560001 | Ladda upp en bild av detta fornminne      |
| Östra Eneby 157:1                  | Stensättning                     |              | Norrköping, Östergötland |       | 58.608299, 16.077952 | 10303101570001 | Ladda upp en bild av detta fornminne      |
| Borg 157:1                         | Hällristning                     |              | Norrköping, Östergötland |       | 58.574881, 16.090907 | 10307301570001 | Ladda upp en bild av detta fornminne      |
| Östra Eneby 158:1                  | Stensättning                     |              | Norrköping, Östergötland |       | 58.596618, 16.109561 | 10303101580001 | Ladda upp en bild av detta fornminne      |
| Östra Eneby 158:2                  | Stensättning                     |              | Norrköping, Östergötland |       | 58.596909, 16.108807 | 10303101580002 | Ladda upp en bild av detta fornminne      |
| Östra Eneby 163:1                  | Hällristning                     |              | Norrköping, Östergötland |       | 58.596084, 16.125722 | 10303101630001 | Ladda upp en bild av detta fornminne      |
| Borg 163:1                         | Hällristning                     |              | Norrköping, Östergötland |       | 58.569997, 16.087447 | 10307301630001 | Ladda upp en bild av detta fornminne      |
| Östra Eneby 164:1                  | Hällristning                     |              | Norrköping, Östergötland |       | 58.596228, 16.124335 | 10303101640001 | Ladda upp en bild av detta fornminne      |
| Borg 164:1                         | Stensättning                     |              | Norrköping, Östergötland |       | 58.569172, 16.082599 | 10307301640001 | Ladda upp en bild av detta fornminne      |
| Östra Eneby 168:1                  | Gravfält                         |              | Norrköping, Östergötland |       | 58.625244, 16.124012 | 10303101680001 | Ladda upp en bild av detta fornminne      |
| Östra Eneby 169:1                  | Stensättning                     |              | Norrköping, Östergötland |       | 58.625065, 16.122838 | 10303101690001 | Ladda upp en bild av detta fornminne      |
| Borg 171:1                         | Stensättning                     |              | Norrköping, Östergötland |       | 58.560098, 16.081623 | 10307301710001 | Ladda upp en bild av detta fornminne      |
| Borg 171:2                         | Stensättning                     |              | Norrköping, Östergötland |       | 58.559958, 16.081621 | 10307301710002 | Ladda upp en bild av detta fornminne      |
| Borg 174:1                         | Hällristning                     |              | Norrköping, Östergötland |       | 58.570309, 16.086430 | 10307301740001 | Ladda upp en bild av detta fornminne      |
| Borg 175:1                         | Hällristning                     |              | Norrköping, Östergötland |       | 58.568531, 16.083165 | 10307301750001 | Ladda upp en bild av detta fornminne      |
| Borg 175:2                         | Hällristning                     |              | Norrköping, Östergötland |       | 58.568461, 16.083275 | 10307301750002 | Ladda upp en bild av detta fornminne      |
| Borg 176:1                         | Hällristning                     |              | Norrköping, Östergötland |       | 58.583023, 16.122739 | 10307301760001 | Ladda upp en bild av detta fornminne      |
| Borg 177:1                         | Hällristning                     |              | Norrköping, Östergötland |       | 58.588272, 16.122757 | 10307301770001 | Ladda upp en bild av detta fornminne      |
| Borg 178:1                         | Hällristning                     |              | Norrköping, Östergötland |       | 58.586128, 16.125432 | 10307301780001 | Ladda upp en bild av detta fornminne      |
| Borg 179:1                         | Hällristning                     |              | Norrköping, Östergötland |       | 58.592516, 16.126133 | 10307301790001 | Ladda upp en bild av detta fornminne      |
| Borg 179:2                         | Hällristning                     |              | Norrköping, Östergötland |       | 58.592521, 16.126129 | 10307301790002 | Ladda upp en bild av detta fornminne      |
| Borg 180:1                         | Hällristning                     |              | Norrköping, Östergötland |       | 58.586555, 16.114390 | 10307301800001 | Ladda upp en bild av detta fornminne      |
| Borg 181:1                         | Hällristning                     |              | Norrköping, Östergötland |       | 58.586755, 16.136322 | 10307301810001 | Ladda upp en bild av detta fornminne      |
| Borg 182:1                         | Hällristning                     |              | Norrköping, Östergötland |       | 58.575067, 16.117132 | 10307301820001 | Ladda upp en bild av detta fornminne      |
| Borg 183:1                         | Hällristning                     |              | Norrköping, Östergötland |       | 58.572478, 16.113807 | 10307301830001 | Ladda upp en bild av detta fornminne      |
| Borg 184:1                         | Stensättning                     |              | Norrköping, Östergötland |       | 58.518112, 16.076281 | 10307301840001 | Ladda upp en bild av detta fornminne      |
| Borg 185:1                         | Hällristning                     |              | Norrköping, Östergötland |       | 58.586191, 16.122979 | 10307301850001 | Ladda upp en bild av detta fornminne      |
| Borg 187:1                         | Hällristning                     |              | Norrköping, Östergötland |       | 58.575489, 16.104175 | 10307301870001 | Ladda upp en bild av detta fornminne      |
| Borg 188:1                         | Hällristning                     |              | Norrköping, Östergötland |       | 58.570474, 16.091981 | 10307301880001 | Ladda upp en bild av detta fornminne      |
| Borg 189:1                         | Hällristning                     |              | Norrköping, Östergötland |       | 58.584703, 16.150852 | 10307301890001 | Ladda upp en bild av detta fornminne      |
| Borg 190:1                         | Stensättning                     |              | Norrköping, Östergötland |       | 58.563527, 16.025927 | 10307301900001 | Ladda upp en bild av detta fornminne      |
| Borg 191:1                         | Husgrund, förhistorisk/medeltida |              | Norrköping, Östergötland |       | 58.563093, 16.027234 | 10307301910001 | Ladda upp en bild av detta fornminne      |
| Borg 191:2                         | Husgrund, förhistorisk/medeltida |              | Norrköping, Östergötland |       | 58.562763, 16.027275 | 10307301910002 | Ladda upp en bild av detta fornminne      |
| Borg 192:1                         | Hällristning                     |              | Norrköping, Östergötland |       | 58.571375, 16.129300 | 10307301920001 | Ladda upp en bild av detta fornminne      |
| Borg 196:1                         | Stensättning                     |              | Norrköping, Östergötland |       | 58.553293, 16.063303 | 10307301960001 | Ladda upp en bild av detta fornminne      |
| Borg 196:2                         | Stensättning                     |              | Norrköping, Östergötland |       | 58.553181, 16.063549 | 10307301960002 | Ladda upp en bild av detta fornminne      |
| Borg 200:1                         | Stensättning                     |              | Norrköping, Östergötland |       | 58.555919, 16.083429 | 10307302000001 | Ladda upp en bild av detta fornminne      |
| Borg 202:1                         | Stensättning                     |              | Norrköping, Östergötland |       | 58.557849, 16.079556 | 10307302020001 | Ladda upp en bild av detta fornminne      |
| Borg 202:2                         | Stensättning                     |              | Norrköping, Östergötland |       | 58.557789, 16.079741 | 10307302020002 | Ladda upp en bild av detta fornminne      |
| Borg 202:3                         | Stensättning                     |              | Norrköping, Östergötland |       | 58.557915, 16.079694 | 10307302020003 | Ladda upp en bild av detta fornminne      |
| Borg 203:1                         | Gravfält                         |              | Norrköping, Östergötland |       | 58.543015, 16.102238 | 10307302030001 | Ladda upp en bild av detta fornminne      |
| Borg 204:1                         | Stensättning                     |              | Norrköping, Östergötland |       | 58.537588, 16.096743 | 10307302040001 | Ladda upp en bild av detta fornminne      |
| Borg 205:1                         | Stensättning                     |              | Norrköping, Östergötland |       | 58.537126, 16.102213 | 10307302050001 | Ladda upp en bild av detta fornminne      |
| Borg 205:2                         | Stensättning                     |              | Norrköping, Östergötland |       | 58.537318, 16.102130 | 10307302050002 | Ladda upp en bild av detta fornminne      |
| Borg 205:3                         | Stensättning                     |              | Norrköping, Östergötland |       | 58.537500, 16.101898 | 10307302050003 | Ladda upp en bild av detta fornminne      |
| Borg 207:1                         | Gravfält                         |              | Norrköping, Östergötland |       | 58.572454, 16.093634 | 10307302070001 | Ladda upp en bild av detta fornminne      |
| Borg 208:1                         | Gravfält                         |              | Norrköping, Östergötland |       | 58.569827, 16.086213 | 10307302080001 | Ladda upp en bild av detta fornminne      |
| Borg 209:1                         | Stensättning                     |              | Norrköping, Östergötland |       | 58.570078, 16.081892 | 10307302090001 | Ladda upp en bild av detta fornminne      |
| Borg 209:2                         | Stensättning                     |              | Norrköping, Östergötland |       | 58.569971, 16.082420 | 10307302090002 | Ladda upp en bild av detta fornminne      |
| Borg 212:1                         | Gravfält                         |              | Norrköping, Östergötland |       | 58.568886, 16.085830 | 10307302120001 | Ladda upp en bild av detta fornminne      |
| Borg 214:1                         | Gravfält                         |              | Norrköping, Östergötland |       | 58.567928, 16.088035 | 10307302140001 | Ladda upp en bild av detta fornminne      |
| Borg 215:1                         | Stensättning                     |              | Norrköping, Östergötland |       | 58.568519, 16.091091 | 10307302150001 | Ladda upp en bild av detta fornminne      |
| Borg 215:2                         | Stensättning                     |              | Norrköping, Östergötland |       | 58.568456, 16.091238 | 10307302150002 | Ladda upp en bild av detta fornminne      |
| Borg 216:1                         | Gravfält                         |              | Norrköping, Östergötland |       | 58.570822, 16.093873 | 10307302160001 | Ladda upp en bild av detta fornminne      |
| Borg 217:1                         | Hög                              |              | Norrköping, Östergötland |       | 58.571746, 16.093977 | 10307302170001 | Ladda upp en bild av detta fornminne      |
| Domaresten (Borg 218:1)            | Hällristning                     |              | Norrköping, Östergötland |       | 58.569992, 16.088105 | 10307302180001 | Ladda upp en till bild av detta fornminne |
| Brudberget (Borg 219:1)            | Fornborg                         |              | Norrköping, Östergötland |       | 58.552060, 16.084134 | 10307302190001 | Ladda upp en bild av detta fornminne      |
| Borg 221:1                         | Gravfält                         |              | Norrköping, Östergötland |       | 58.575754, 16.049745 | 10307302210001 | Ladda upp en bild av detta fornminne      |
| Borg 222:1                         | Stensättning                     |              | Norrköping, Östergötland |       | 58.579445, 16.042682 | 10307302220001 | Ladda upp en bild av detta fornminne      |
| Borg 222:2                         | Stensättning                     |              | Norrköping, Östergötland |       | 58.579357, 16.042748 | 10307302220002 | Ladda upp en bild av detta fornminne      |
| Borg 223:1                         | Stensättning                     |              | Norrköping, Östergötland |       | 58.584375, 16.042015 | 10307302230001 | Ladda upp en bild av detta fornminne      |
| Borg 226:1                         | Gravfält                         |              | Norrköping, Östergötland |       | 58.592248, 16.040159 | 10307302260001 | Ladda upp en bild av detta fornminne      |
| Borg 227:1                         | Stensättning                     |              | Norrköping, Östergötland |       | 58.594643, 16.035304 | 10307302270001 | Ladda upp en bild av detta fornminne      |
| Borg 228:1                         | Hög                              |              | Norrköping, Östergötland |       | 58.595200, 16.032872 | 10307302280001 | Ladda upp en bild av detta fornminne      |
| Borg 228:2                         | Stensättning                     |              | Norrköping, Östergötland |       | 58.595354, 16.032857 | 10307302280002 | Ladda upp en bild av detta fornminne      |
| Borg 230:1                         | Gravfält                         |              | Norrköping, Östergötland |       | 58.595099, 16.029433 | 10307302300001 | Ladda upp en bild av detta fornminne      |
| Borg 231:1                         | Gravfält                         |              | Norrköping, Östergötland |       | 58.594398, 16.030503 | 10307302310001 | Ladda upp en bild av detta fornminne      |
| Borg 232:1                         | Stensättning                     |              | Norrköping, Östergötland |       | 58.589893, 16.030576 | 10307302320001 | Ladda upp en bild av detta fornminne      |
| Borg 232:2                         | Stensättning                     |              | Norrköping, Östergötland |       | 58.589970, 16.031070 | 10307302320002 | Ladda upp en bild av detta fornminne      |
| Borg 233:1                         | Stensättning                     |              | Norrköping, Östergötland |       | 58.590866, 16.026841 | 10307302330001 | Ladda upp en bild av detta fornminne      |
| Borg 234:1                         | Gravfält                         |              | Norrköping, Östergötland |       | 58.580195, 16.058544 | 10307302340001 | Ladda upp en bild av detta fornminne      |
| Borg 235:1                         | Gravfält                         |              | Norrköping, Östergötland |       | 58.589713, 16.054596 | 10307302350001 | Ladda upp en bild av detta fornminne      |
| Borg 236:1                         | Stensättning                     |              | Norrköping, Östergötland |       | 58.591480, 16.052302 | 10307302360001 | Ladda upp en bild av detta fornminne      |
| Borg 236:2                         | Stensättning                     |              | Norrköping, Östergötland |       | 58.591250, 16.052107 | 10307302360002 | Ladda upp en bild av detta fornminne      |
| Borg 237:1                         | Stensättning                     |              | Norrköping, Östergötland |       | 58.591081, 16.053085 | 10307302370001 | Ladda upp en bild av detta fornminne      |
| Borg 238:1                         | Gravfält                         |              | Norrköping, Östergötland |       | 58.594888, 16.051439 | 10307302380001 | Ladda upp en bild av detta fornminne      |
| Borg 239:1                         | Stensättning                     |              | Norrköping, Östergötland |       | 58.586863, 16.072952 | 10307302390001 | Ladda upp en bild av detta fornminne      |
| Borg 240:1                         | Gravfält                         |              | Norrköping, Östergötland |       | 58.573941, 16.083568 | 10307302400001 | Ladda upp en bild av detta fornminne      |
| Borg 242:1                         | Hög                              |              | Norrköping, Östergötland |       | 58.573905, 16.089318 | 10307302420001 | Ladda upp en bild av detta fornminne      |
| Borg 243:1                         | Gravfält                         |              | Norrköping, Östergötland |       | 58.575124, 16.093675 | 10307302430001 | Ladda upp en bild av detta fornminne      |
| Borg 244:1                         | Gravfält                         |              | Norrköping, Östergötland |       | 58.582141, 16.071992 | 10307302440001 | Ladda upp en bild av detta fornminne      |
| Borg 245:1                         | Gravfält                         |              | Norrköping, Östergötland |       | 58.577905, 16.070290 | 10307302450001 | Ladda upp en bild av detta fornminne      |
| Borg 246:1                         | Gravfält                         |              | Norrköping, Östergötland |       | 58.578941, 16.063481 | 10307302460001 | Ladda upp en bild av detta fornminne      |
| Borg 247:1                         | Stensättning                     |              | Norrköping, Östergötland |       | 58.576139, 16.068895 | 10307302470001 | Ladda upp en bild av detta fornminne      |
| Borg 247:2                         | Stensättning                     |              | Norrköping, Östergötland |       | 58.576090, 16.069080 | 10307302470002 | Ladda upp en bild av detta fornminne      |
| Borg 248:1                         | Stensättning                     |              | Norrköping, Östergötland |       | 58.574440, 16.069298 | 10307302480001 | Ladda upp en bild av detta fornminne      |
| Borg 250:1                         | Stensättning                     |              | Norrköping, Östergötland |       | 58.554281, 16.073717 | 10307302500001 | Ladda upp en bild av detta fornminne      |
| Borg 253:1                         | Gravfält                         |              | Norrköping, Östergötland |       | 58.553731, 16.071733 | 10307302530001 | Ladda upp en bild av detta fornminne      |
| Borg 254:1                         | Gravfält                         |              | Norrköping, Östergötland |       | 58.571173, 16.091481 | 10307302540001 | Ladda upp en bild av detta fornminne      |
| Borg 255:1                         | Hällristning                     |              | Norrköping, Östergötland |       | 58.582523, 16.119797 | 10307302550001 | Ladda upp en bild av detta fornminne      |
| Borg 255:2                         | Hällristning                     |              | Norrköping, Östergötland |       | 58.582518, 16.119866 | 10307302550002 | Ladda upp en bild av detta fornminne      |
| Borg 256:1                         | Stensättning                     |              | Norrköping, Östergötland |       | 58.556627, 16.088320 | 10307302560001 | Ladda upp en bild av detta fornminne      |
| Borg 259:1                         | Stensättning                     |              | Norrköping, Östergötland |       | 58.555955, 16.085819 | 10307302590001 | Ladda upp en bild av detta fornminne      |
| Borg 262:1                         | Stensättning                     |              | Norrköping, Östergötland |       | 58.555355, 16.072294 | 10307302620001 | Ladda upp en bild av detta fornminne      |
| Borg 263:1                         | Hällristning                     |              | Norrköping, Östergötland |       | 58.580153, 16.118621 | 10307302630001 | Ladda upp en bild av detta fornminne      |
| Borg 264:1                         | Hällristning                     |              | Norrköping, Östergötland |       | 58.580717, 16.118003 | 10307302640001 | Ladda upp en bild av detta fornminne      |
| Borg 265:1                         | Hällristning                     |              | Norrköping, Östergötland |       | 58.581351, 16.108861 | 10307302650001 | Ladda upp en bild av detta fornminne      |
| Borg 266:1                         | Hällristning                     |              | Norrköping, Östergötland |       | 58.579885, 16.125765 | 10307302660001 | Ladda upp en bild av detta fornminne      |
| Borg 268:1                         | Hällristning                     |              | Norrköping, Östergötland |       | 58.585670, 16.127093 | 10307302680001 | Ladda upp en bild av detta fornminne      |
| Borg 268:2                         | Hällristning                     |              | Norrköping, Östergötland |       | 58.585632, 16.127028 | 10307302680002 | Ladda upp en bild av detta fornminne      |
| Borgs skans (Borg 270:1)           | Fästning/skans                   |              | Norrköping, Östergötland |       | 58.589086, 16.146599 | 10307302700001 | Ladda upp en bild av detta fornminne      |
| Borg 271:1                         | Hällristning                     |              | Norrköping, Östergötland |       | 58.582802, 16.126688 | 10307302710001 | Ladda upp en bild av detta fornminne      |
| Borg 272:1                         | Hällristning                     |              | Norrköping, Östergötland |       | 58.584743, 16.125793 | 10307302720001 | Ladda upp en bild av detta fornminne      |
| Borg 272:2                         | Hällristning                     |              | Norrköping, Östergötland |       | 58.584711, 16.125893 | 10307302720002 | Ladda upp en bild av detta fornminne      |
| Borg 273:1                         | Hällristning                     |              | Norrköping, Östergötland |       | 58.585424, 16.125257 | 10307302730001 | Ladda upp en bild av detta fornminne      |
| Borg 274:1                         | Hällristning                     |              | Norrköping, Östergötland |       | 58.587994, 16.124076 | 10307302740001 | Ladda upp en bild av detta fornminne      |
| Borg 301:1                         | Stensättning                     |              | Norrköping, Östergötland |       | 58.566025, 16.020792 | 10307303010001 | Ladda upp en bild av detta fornminne      |
| Borg 302:1                         | Gravfält                         |              | Norrköping, Östergötland |       | 58.565386, 16.020617 | 10307303020001 | Ladda upp en bild av detta fornminne      |
| Borg 303:1                         | Stensättning                     |              | Norrköping, Östergötland |       | 58.563080, 16.025055 | 10307303030001 | Ladda upp en bild av detta fornminne      |
| Borg 304:1                         | Gravfält                         |              | Norrköping, Östergötland |       | 58.558665, 16.054918 | 10307303040001 | Ladda upp en bild av detta fornminne      |
| Borg 305:1                         | Gravfält                         |              | Norrköping, Östergötland |       | 58.564765, 16.019355 | 10307303050001 | Ladda upp en bild av detta fornminne      |
| Borg 306:1                         | Stensättning                     |              | Norrköping, Östergötland |       | 58.568221, 16.016185 | 10307303060001 | Ladda upp en bild av detta fornminne      |
| Borg 308:1                         | Hällristning                     |              | Norrköping, Östergötland |       | 58.573577, 16.126270 | 10307303080001 | Ladda upp en bild av detta fornminne      |
| Borg 309:1                         | Hällristning                     |              | Norrköping, Östergötland |       | 58.574743, 16.127625 | 10307303090001 | Ladda upp en bild av detta fornminne      |
| Borg 310:1                         | Hällristning                     |              | Norrköping, Östergötland |       | 58.574461, 16.127050 | 10307303100001 | Ladda upp en bild av detta fornminne      |
| Borg 311:1                         | Hällristning                     |              | Norrköping, Östergötland |       | 58.575021, 16.127408 | 10307303110001 | Ladda upp en bild av detta fornminne      |
| Borg 312:1                         | Hällristning                     |              | Norrköping, Östergötland |       | 58.576349, 16.122807 | 10307303120001 | Ladda upp en bild av detta fornminne      |